# Assemblea nazionale (Haiti)
L'Assemblea nazionale di Haiti (in francese: Assemblée nationale) costituisce l'organo legislativo del governo di Haiti. L'Assemblea è bicamerale: la camera alta costituisce il Senato di Haiti, e la camera bassa la Camera dei deputati di Haiti. Le sedute dell'Assemblea nazionale sono presiedute dal presidente del Senato, con il presidente della Camera che assiste. Il segretario della Camera ed il segretario del Senato fungono da segretari dell'Assemblea nazionale.
Il Senato è costituito da trenta seggi, con tre membri provenienti da ciascuno dei dieci dipartimenti amministrativi dello stato; prima della creazione del Dipartimento di Nippes nel 2003 i seggi erano ventisette. I senatori vengono eletti con un mandato di sei anni, eccetto un terzo il cui mandato dura due. Dopo le elezioni del 2000, ventisei dei ventisette seggi andarono al movimento dei Fanmi Lavals del presidente Jean-Bertrand Aristide. In seguito alla caduta del presidente nel 2004 il Senato non si riunì più perché il governo di transizione non riconobbe la legittimità dei senatori. Venne ristabilito dopo le elezioni del 21 aprile 2006, ed un terzo si è avvicendato con le elezioni del 2008.
La Camera dei deputati conta su 99 membri (prima 83), che sono eletti per un periodo di 4 anni. Nelle elezioni del 2000 la lista di Aristide prese 73 seggi, ma dopo il colpo di Stato ai suoi danni nel 2004 la Camera rimase bloccata, e venne riaperta solo in seguito alle elezioni del 2006. Le prossime elezioni erano state previste per il 2010, ma il terremoto di Haiti le ha messe in forse.
Il palazzo che ospitava l'Assemblea nazionale, come moltissimi altri, è stato distrutto dal terremoto del 12 gennaio 2010.
Il 13 gennaio 2020, è terminato il mandato dei due terzi dei senatori e di tutti i deputati e la mancata programmazione di elezioni generali, il Parlamento di fatto non è più in grado di funzionare. Gli ultimi dieci senatori ancora in carica hanno visto scadere il loro mandato all'inizio di gennaio 2023 senza essere sostituiti.